# Fagnières
Fagnières – miejscowość i gmina we Francji, w regionie Grand Est, w departamencie Marna.
Według danych na rok 1990 gminę zamieszkiwało 4949 osób, a gęstość zaludnienia wynosiła 254 osób/km².